# Огавара (озеро)
Огавара (Огавара-Ко; яп. 小川原湖) — солоноватое лагунное озеро на севере японского острова Хонсю. Располагается на территории префектуры Аомори. Относится к водосборному бассейну Тихого океана, сообщаясь с ним через реку Такасе на северо-востоке.
Площадь озера составляет 62,2 км², глубина достигает 24,4 м. Наибольшие глубины приходятся на центральную часть акватории. Протяжённость береговой линии — 47 км. Через протоки соединяется с меньшими озёрами по соседству: на севере с Утинума и на юге с Аненума.